# Koen Augustijnen
Koen Augustijnen, né le 23 juin 1967 à Malines en Belgique, est un danseur et chorégraphe belge.

## Biographie
Koen Augustijnen entreprend dans un premier temps des études d'histoire à l'Université de Gand, durant lesquelles il suit des stages de théâtre au Conservatoire d'Anvers ainsi qu'à Bruxelles. C'est en 1990 qu'il commence la danse contemporaine. Il fait partie depuis 1991 de la compagnie Les Ballets C de la B dirigés par Alain Platel, avec entre autres le danseur et chorégraphe Sidi Larbi Cherkaoui. Il acquiert la majeure partie de son expérience avec les Ballets C de la B dont il devient membre chorégraphe en 1997.
Nombre de ses spectacles utilisent la musique baroque (notamment celle de Purcell et Haendel) et le chant joués en direct, comme support à sa danse énergique et acrobatique, souvent violente, et décalée. Sa reconnaissance internationale date de 2006 avec le succès de Bâche. Ashes en 2009 marque le premier spectacle où le chorégraphe ne danse pas et se consacre à la réalisation d'une œuvre plus ambitieuse notamment au niveau des décors réalisés par le plasticien Jean Bernard Koeman.

## Chorégraphies
- 1997 : To Crush Time
- 1999 : Plage Tattoo
- 2002 : Just Another Landscape for Some Juke Box-Money
- 2004 : Bâche
- 2006 : Import/Export
- 2008 : Altijd Prijs
- 2009 : Ashes[3]
- 2012 : Au-delà
- 2015 : Badke
- 2018 : (B)